# 博胡米尔·韦塞利
博胡米尔·韦塞利（捷克語：Bohumil Veselý，1945年6月18日—），捷克男子足球运动员，司职中场。他曾代表捷克斯洛伐克国家队参加1970年国际足联世界杯，结果队伍止步小组赛阶段。